# 학교 (드라마 시리즈)
《학교》는 KBS에서 방송되는 대한민국의 시즌제 교육 드라마이다.

## 역대 시리즈
| 시즌 | 제목                   | 방송 기간                        | 출연진                                           |
| ---- | ---------------------- | -------------------------------- | ------------------------------------------------ |
| 1    | 《학교》               | 1999년 2월 22일~1999년 4월 13일  | 장혁, 안재모, 양동근, 배두나, 최강희 등          |
| 2    | 《학교 2》             | 1999년 5월 8일~2000년 2월 27일   | 김래원, 김민희, 이요원, 하지원 등                |
| 3    | 《학교 3》             | 2000년 3월 5일~2001년 4월 1일    | 조인성, 박광현, 이인혜 등                        |
| 4    | 《학교 4》             | 2001년 4월 8일~2002년 3월 31일   | 여욱환, 임수정, 공유 등                          |
| 5    | 《학교 2013》          | 2012년 12월 3일~2013년 1월 28일  | 장나라, 최다니엘, 이종석, 박세영, 김우빈 등 출연 |
| 6    | 《후아유 - 학교 2015》 | 2015년 4월 27일~2015년 6월 16일  | 김소현, 남주혁, 육성재, 조수향 등 출연           |
| 7    | 《학교 2017》          | 2017년 7월 17일~2017년 9월 5일   | 김세정, 김정현, 장동윤, 박세완 등 출연           |
| 8    | 《학교 2021》          | 2021년 11월 24일~2022년 1월 13일 | 김요한, 추영우, 조이현, 황보름별 등 출연         |